# Shailene Woodley
Shailene Woodley (San Bernardino County, 15 november 1991) is een Amerikaans actrice.

## Carrière
Woodley begon haar carrière in 1999 met een figurantenrol in de televisiefilm Replacing Dad. Hierna was ze in een paar televisieseries te zien, waaronder Without a Trace en Everybody Loves Raymond.
Woodley brak in 2003 door toen ze de rol van Kaitlin Cooper speelde in het eerste seizoen van The O.C.. In het derde seizoen werd ze vervangen door actrice Willa Holland.
Ook had Woodley een terugkerende rol in Crossing Jordan en had ze in 2005 een hoofdrol in de televisiefilm Felicity: An American Girl Adventure. Ze speelde eveneens de hoofdrol in de Amerikaanse televisieserie The Secret Life of the American Teenager.
In 2013 vertolkte ze de hoofdrol in de film The Spectacular Now. In 2014 vertolkte ze de rol van Kat Connors in de film White Bird in a Blizzard, waar zij op zoektocht naar haar vermiste moeder gaat. In hetzelfde jaar speelde ze Hazel in de film The Fault in Our Stars. Later dat jaar kwam de film Divergent, waarin ze de rol van Beatrice Prior vertolkt. In 2015 vertolkte ze deze rol weer in de tweede film van de Divergent-boekenreeks, Insurgent. Het derde boek wordt in twee films gesplitst: in 2016 kwam The Divergent Series: Allegiant in de bioscoop en in 2017 volgt met The Divergent Series: Ascendant de laatste film van de serie. In 2018 vertolkte ze Tami Oldham ashcraft in de film Adrift. Daarnaast speelt Woodley een hoofdrol in de televisieserie Big Little Lies, naast onder anderen Nicole Kidman, Reese Witherspoon, Zoë Kravitz.

### Persoonlijk leven
Woodley is een milieuactivist en maakt zich hard voor schoon drinkwater, gratis onderwijs en een redelijk minimumloon.

## Prijzen en onderscheidingen
| Jaar | Prijs                 | Categorie            | Film            | Resultaat   | Ref   |
| ---- | --------------------- | -------------------- | --------------- | ----------- | ----- |
| 2012 | Golden Globe          | Beste bijrol         | The Descendants | Genomineerd | [ 2 ] |
| 2012 | Critics' Choice Award | Beste jong talent    | The Descendants | Gewonnen    |       |
| 2012 | MTV Movie Awards      | Doorbrekend optreden | The Descendants | Gewonnen    | [ 3 ] |
| 2014 | MTV Movie Awards      | Favoriete karakter   | Divergent       | Gewonnen    |       |
| 2015 | BAFTA                 | Aankomend talent     |                 | Genomineerd | [ 4 ] |